# Anna Lis-Święty
Anna Lis-Święty (ur. 16 grudnia 1965 r., zm. 7 marca 2022 r.) – polska dermatolog, dr hab. nauk medycznych, adiunkt Katedry i Kliniki Dermatologii Wydziału Lekarskiego w Katowicach Śląskiego Uniwersytetu Medycznego.

## Życiorys
Urodziła się 16 grudnia 1965. 16 kwietnia 1998 uzyskała doktorat za pracę pt. Korelacja wybranych wskaźników zaburzeń odczynowości komórkowej z aktywnością i ciężkością choroby w twardzinie układowej, a 9 lutego 2012 uzyskała stopień doktora habilitowanego nauk medycznych na podstawie rozprawy zatytułowanej Rola wybranych czynników komórkowych w patogenezie twardziny układowej i ocenie jej przebiegu.
Została zatrudniona na stanowisku  adiunkta w Katedrze i Klinice Dermatologii na Wydziale Lekarskim w Katowicach Śląskiego Uniwersytetu Medycznego.
Zmarła 7 marca 2022 r.

## Wybrane publikacje
- 2005: Co nowego w etiopatogenezie i leczeniu łysienia androgenowego?[2]
- 2005: Przypadek młodzieńczego zapalenia skórno-mięśniowego u 12-letniej dziewczynki[2]
- 2007: 10 rocznica śmierci prof. Józefy Rubisz-Brzezińskiej[2]
- 2007: Co nowego w patogenezie i leczeniu łysienia androgenowego u mężczyzn[2]
- 2007: Badanie stężenia rozpuszczalnego receptora czynnika martwicy nowotworów a~00 typu I w surowicy chorych z objawem Raynauda i twardziną układową[2]
- 2009: Scleroderma linearis: hemiatrophia faciei progressiva (Parry-Romberg syndrom) without any changes in CNS and linear scleroderma "en coup de sabre" with CNS tumor[2]
- 2009: Bullous pemphigoid in the course of breast diseases: both breasts, neoplasmatic tumor; right breast, neoplasmatic tumor; and mastopathy--presentation of three cases in women aged 65 and older[2]
- 2010: Measuring mRNA level expression of tumor necrosis factor alfa and its receptors related genes in patients with systemic sclerosis[2]